# Ельстер (Ельба)
Ельстер (нім. Elster) — громада у Німеччині, у землі Саксонія-Ангальт. 
Входить до складу району Віттенберг. Підпорядковується управлінню Ельбауе-Флемінг. 
Населення - 2 599 осіб (на 31 грудня 2006). Площа - 20,68 км². 
Офіційний код — 15 1 71 017.

## Адміністративний поділ
Громада підрозділяється на 4 сільські округи. 